# Municipio Baralt
Baralt es un municipio ubicado en el Estado Zulia, Venezuela, en la costa oriental del lago de Maracaibo. Cuenta con una superficie aproximada de 2816 km². En 2023 posee una población de 81 017 habitantes. Se caracteriza por presentar un bosque seco tropical, talado en casi toda su totalidad. Recibe su nombre del escritor, poeta, periodista e historiador Rafael María Baralt (1810-1860).

## Historia
El primer asentamiento en la zona del actual Municipio Baralt fue hecho por indígenas Arawaks, provenientes del centro de Venezuela, siendo dominados por los españoles, fueron conducidos hasta Nueva Zamora de Maracaibo en el año de 1576.
Durante las primeras décadas del siglo XX el entonces distrito Sucre era una zona costera con pocos habitantes y aislada del resto del país, su única vía de comunicación era el lago de Maracaibo.
En 1912 la Caribbean Oil Company, vinculada a la Royal Dutch Shell, comenzó la exploración petrolera en la zona, siendo descubierto petróleo el 31 de julio de 1914 con el pozo Zumaque I (MG - 1) perforado en el cerro La Estrella cerca de la población de Mene Grande, generando para la fecha más de 2500 barriles de petróleo diarios, lo que representa el surgimiento en el país de la era petrolera.
En 1916 se construyó la primera refinería de Venezuela en San Timoteo.
En 1948 se descubre el campo Barúa con el pozo MGB - 1 y en 1952 se descubre el campo Motatán con el pozo MOT - 2.
El Distrito Baralt fue creado el 3 de abril de 1948 separándolo del Distrito Sucre (actual municipio Sucre (Zulia)), por la necesidad de administrar la zona petrolera de manera separada de la zona agrícola y pesquera que era el actual municipio Sucre, además dicha zona estaba aislada por tierra por los accesos al lago que tenían los estados Trujillo y Mérida, por lo que el gobierno de Rómulo Gallegos, decidió que era más práctico que Baralt fuera un distrito independiente, se le dio por capital San Timoteo, que ya era la capital de la parroquia General Urdaneta (cuando era parte del Distrito Sucre.
El 1 de enero de 1976 Mene Grande fue la sede del acto de nacionalización de la industria petrolera, en el pozo Zumaque I cerro la Estrella, acto presidido por el entonces presidente de la república Carlos Andrés Pérez, por el que los activos de Shell de Venezuela pasaron a ser de Maraven filial de PDVSA.
En 1989 el Distrito pasa a ser Municipio Baralt, y tiene su primer alcalde por elecciones libres.

## Geografía

### Ubicación
Se encuentra entre el municipio Valmore Rodríguez al norte, el Estado Lara al este, el estado Trujillo al sur y al este y el Lago de Maracaibo al oeste.

### Parroquias
- San Timoteo
- General Urdaneta
- Libertador
- Marcelino Briceño
- Pueblo Nuevo
- Manuel Guanipa Matos

| Parroquia                | Superficie | Población (2023) | Densidad       |
| ------------------------ | ---------- | ---------------- | -------------- |
| (1) San Timoteo          | 108 km²    | 8.015 hab.       | 251,98 hab/km² |
| (2) General Urdaneta     | 248 km²    | 9.736 hab.       | 67,48 hab/km²  |
| (3) Libertador           | 188 km²    | 26.112 hab.      | 234,63 hab/km² |
| (4) Manuel Guanipa Matos | 747 km²    | 8.702 hab.       | 21,02 hab/km²  |
| (5) Marcelino Briceño    | 1.354 km²  | 5.245 hab.       | 8,31 hab/km²   |
| (6) Pueblo Nuevo         | 135 km²    | 23.207 hab.      | 290,71 hab/km² |
| Municipio Baralt         | 2.816 km²  | 81 017 hab.      | 54,77 hab/km²  |

### Poblaciones

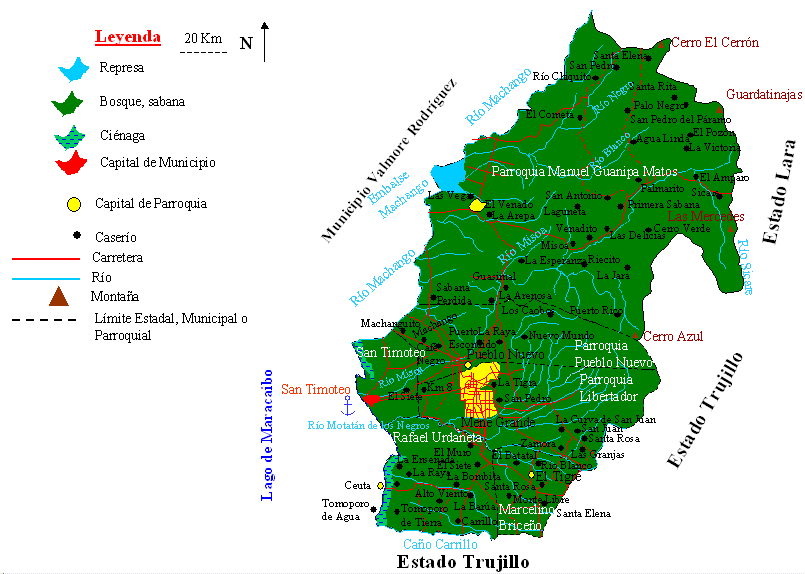
Mapa del Municipio Baralt

Entre las poblaciones del Municipio Baralt se encuentran:
- San Timoteo (Capital)
- Mene Grande
- Pueblo Nuevo
- La Línea (es una avenida recta que une a la Ciudad de Mene Grande con la capital del Municipio, San Timoteo); cabe destacar que esta es una comunidad rural que dispone de servicios básicos en ciertos puntos, mientras que otras zonas específicas de la población no dispone de servicios. Este sector es pionero en ganadería ya que tiene al ganadero más exitoso de la región, dueño de una de las haciendas más importantes llamada finca miraflores propiedad de Carlos Rumbos; esta hacienda es la única con laboratorio embrionario del país y una de la más importante en el continente y está dividida en Kilómetros va desde el kilómetro 1 (entrada de San Timoteo) hasta el km 15 (entrada de Mene Grande).
- Morocco
- Café Negro
- Machango
- Machangüito
- San Pedro
- San Juan
- El Tigre
- La Barúa
- Tomoporo
- Ceuta
- El Venado
- Misoa

Ceuta, Moporo y Tomoporo son además de la Laguna se Sinamaica los únicos pueblos de agua que quedan en el estado Zulia. Dichos pueblos le dieron el nombre a Venezuela cuando en 1498 Américo Vespucio acompañando a Alonso de Ojeda comparó los palafitos del lago de Maracaibo con la ciudad italiana de Venecia. Siendo entonces baluartes de la cultura de Venezuela y el Zulia.

### Clima
| Parámetros climáticos promedio de Municipio Baralt, según datos de 4 estaciones meteorológicas (1956-1990) y sensores remotos (2000-2011) | Parámetros climáticos promedio de Municipio Baralt, según datos de 4 estaciones meteorológicas (1956-1990) y sensores remotos (2000-2011) | Parámetros climáticos promedio de Municipio Baralt, según datos de 4 estaciones meteorológicas (1956-1990) y sensores remotos (2000-2011) | Parámetros climáticos promedio de Municipio Baralt, según datos de 4 estaciones meteorológicas (1956-1990) y sensores remotos (2000-2011) | Parámetros climáticos promedio de Municipio Baralt, según datos de 4 estaciones meteorológicas (1956-1990) y sensores remotos (2000-2011) | Parámetros climáticos promedio de Municipio Baralt, según datos de 4 estaciones meteorológicas (1956-1990) y sensores remotos (2000-2011) | Parámetros climáticos promedio de Municipio Baralt, según datos de 4 estaciones meteorológicas (1956-1990) y sensores remotos (2000-2011) | Parámetros climáticos promedio de Municipio Baralt, según datos de 4 estaciones meteorológicas (1956-1990) y sensores remotos (2000-2011) | Parámetros climáticos promedio de Municipio Baralt, según datos de 4 estaciones meteorológicas (1956-1990) y sensores remotos (2000-2011) | Parámetros climáticos promedio de Municipio Baralt, según datos de 4 estaciones meteorológicas (1956-1990) y sensores remotos (2000-2011) | Parámetros climáticos promedio de Municipio Baralt, según datos de 4 estaciones meteorológicas (1956-1990) y sensores remotos (2000-2011) | Parámetros climáticos promedio de Municipio Baralt, según datos de 4 estaciones meteorológicas (1956-1990) y sensores remotos (2000-2011) | Parámetros climáticos promedio de Municipio Baralt, según datos de 4 estaciones meteorológicas (1956-1990) y sensores remotos (2000-2011) | Parámetros climáticos promedio de Municipio Baralt, según datos de 4 estaciones meteorológicas (1956-1990) y sensores remotos (2000-2011) |
| Mes | Ene. | Feb. | Mar. | Abr. | May. | Jun. | Jul. | Ago. | Sep. | Oct. | Nov. | Dic. | Anual |
| --- | --- | --- | --- | --- | --- | --- | --- | --- | --- | --- | --- | --- | --- |
| Temp. máx. abs. (°C) | 38.3 | 41.7 | 42.2 | 38.2 | 36.2 | 36.0 | 38.3 | 38.5 | 36.2 | 34.0 | 34.9 | 35.6 | 42.2 |
| Temp. máx. media (°C) | 30.0 | 32.3 | 31.3 | 28.7 | 28.5 | 28.9 | 29.1 | 29.6 | 29.4 | 27.4 | 27.5 | 28.2 | 32.3 |
| Temp. media (°C) | 27.3 | 27.6 | 28.0 | 27.7 | 27.6 | 27.7 | 27.7 | 27.6 | 27.3 | 27.0 | 26.8 | 26.8 | 27.4 |
| Temp. mín. media (°C) | 21.8 | 22.2 | 22.6 | 21.9 | 22.5 | 22.8 | 22.7 | 23.1 | 23.0 | 22.0 | 21.9 | 21.5 | 21.5 |
| Temp. mín. abs. (°C) | 14.1 | 14.9 | 13.9 | 14.4 | 13.5 | 14.9 | 14.6 | 14.3 | 12.8 | 11.7 | 4.4 | 12.6 | 4.4 |
| Fuente n.º 1: MOD11A2 MODIS/Terra Land Surface Temperature/Emissivity                                                                     | | | | | | | | | | | | | |
| Fuente n.º 2: Instituto Nacional de Meteorología e Hidrología de la República Bolivariana de Venezuela                                    | | | | | | | | | | | | | |

## Economía
Su principal fuente de recursos es la industria petrolera, de la cual fue pionero con el pozo Zumaque I en 1914 (actualmente MG-1), el primer pozo petrolero perforado en Venezuela. También destaca la refinería de San Lorenzo, ubicada en la localidad de San Timoteo, que fue la primera refinería del país, inaugurada en 1917. Actualmente, el pozo Zumaque I continúa en producción luego de 99 años.
En el municipio se encuentran además los campos petroleros de Ceuta, Moporo, Tomoporo, Barúa y Motatán. La región también se caracteriza por su actividad agrícola, pecuaria y minera. Es el primer productor de algodón, maíz y sorgo, y también destaca en la producción de yuca, plátanos y bananas.

## Deporte
Cuenta con un equipo de fútbol en la Segunda División de Venezuela, Baralt Fútbol Club. Además del club de softball Vencedores de Baralt que participa en la liga especial.

## Política y gobierno

### Alcaldes
| 1989 - 1992 | Hermito Segundo Blanco Pérez | Copei                | 41,34 | Primer alcalde bajo elecciones directas |  |  |  |  |
| 1992 - 1995 | Hermito Segundo Blanco Pérez | Copei                | 38,45 | Reelecto |  |  |  |  |
| 1995 - 1997 | Helimenes Fonseca            | AD                   | -     | Segundo alcalde bajo elecciones directas (Se suicidó en su despacho. Se convocaron elecciones en el año 1997)                                         |  |  |  |  |
| 1997 - 2000 | Germán Gómez                 | AD                   | -     | Tercer alcalde bajo elecciones directas (se realizaron elecciones generales adelantadas en el 2000 debido a la aprobación de la Constitución de 1999) |  |  |  |  |
| 2000 - 2004 | Ramón Bracho                 | AD                   | 39,14 | Cuarto alcalde bajo elecciones directas |  |  |  |  |
| 2004 - 2008 | Jarvis Rondon                | MVR                  | 44,33 | Quinto alcalde bajo elecciones directas |  |  |  |  |
| 2008 - 2013 | Jarvis Rondon                | PSUV                 | 51,49 | Reelecto (se postergan 1 año las elecciones municipales pautadas para finales del 2012)                                                               |  |  |  |  |
| 2013 - 2017 | Jarvis Rondon                | PSUV                 | 56,11 | Reelecto |  |  |  |  |
| 2017 - 2021 | Samuel Contreras             | PSUV                 | 47,35 | Sexto alcalde bajo elecciones directas |  |  |  |  |
| 2021 - 2025 | Ramón Bracho                 | Primero Justicia MUD | 57,65 | Séptimo alcalde bajo elecciones directas |  |  |  |  |
| 2025 - 2029 | Samuel Contreras             | PSUV                 | -     | Octavo alcalde bajo elecciones directas |  |  |  |  |

### Concejo municipal
Periodo 2021 - 2025
| Concejales:        | Partido político / Alianza |
| ------------------ | -------------------------- |
| Edgar Pernalete    | MUD                        |
| Lisbeth Montes     | MUD                        |
| Nelson Montilla    | MUD                        |
| Jacinta Colina     | MUD                        |
| Judith Piña        | MUD                        |
| Luis Barcos        | MUD                        |
| Katiuska Vázquez   | PSUV                       |
| Martin Benitez     | PSUV                       |
| Genoveva Fernández | (Representación indígena)  |

## Educación
Universidad Nacional Experimental 
Universidad Nacional Experimental Rafael María Baralt, Baralt